# Ialbotina, Sofia
Ialbotina (în bulgară Ялботина) este un sat în comuna Dragoman, regiunea Sofia,  Bulgaria. 

## Demografie
Componența etnică a satului Ialbotina
     Bulgari (100%)
     Nicio identificare (0%)
     Altele (0%)
La recensământul din 2011, populația satului Ialbotina era de 49 locuitori. Din punct de vedere etnic, toți locuitorii erau bulgari.